# Neoherminia santiagonis
Neoherminia santiagonis là một loài bướm đêm trong họ Noctuidae.